# 僕のワンダフル・ライフ
『僕のワンダフル・ライフ』（ぼくのワンダフルライフ、A Dog's Purpose）は、2017年のアメリカ合衆国のドラマ映画。ラッセ・ハルストレムが監督を務め、W・ブルース・キャメロンの小説『野良犬トビーの愛すべき転生』を原作にしている。出演はデニス・クエイド、ペギー・リプトン、K・J・アパ、ブリット・ロバートソン、ジョン・オーティス、ジョシュ・ギャッド。

## ストーリー
計5回生まれ変わった犬が2回目に飼われた飼い主の元へ5回目に生まれ変わって帰還するまでを、時代の変遷とともに描くラブストーリー。
1回目の仔犬はレトリバー系の雑種、生後数ヶ月で殺処分されてしまったらしく「何のために生まれて来たのか？」という生涯に渡る疑問を持つことになる。
2回目は赤いレトリバーと言われた。譲渡会のようなところから脱走したところを捕まって売られそうになり車内で熱中症で死にかけたところをイーサンと母のエリザベスに救われベイリーと名付けられ大事に育てられる。
イーサンの父ジムはトップの成績を誇る営業マンだったがオフィス勤務が希望で、上司を招いたディナーの席でイーサンとベイリーがトラブルを起こし昇進が反故となったことからイーサンの成長と共にアルコールで生活が乱れ遂に家を出る。
イーサンはハイスクールのアメフト部で活躍しハンナという恋人もでき人気者になったがトッドというチームメイトはそれを僻みある夜イーサンの自宅に放火、イーサンは脚を怪我してせっかく奨学金が決まっていたアメフト選手生命を絶たれる。
自暴自棄になったイーサンは祖父母の家で引きこもりハンナにも別れを告げる。
その後農業系の学校に入ってベイリーと離れたがベイリーはその後すぐ体調を崩し、呼び戻されたイーサンに看取られ息を引き取る。
3回目の転生では雌の警察犬エリーとして大活躍し、ある日少女を助け飼い主のカルロスの危機を救ったが犯人に撃たれてしまう。
4回目のコーギーのティノは女子大生マヤに可愛がられ、マヤの恋愛結婚出産を見守りマヤの結婚相手のアルが飼っていた雌の大型犬ロキシーと楽しく生活する。ロキシーが病死し後を追うようにティノも亡くなる。
5回目はセントバーナードのワッフルズ。ウエンディという女性が引き取っていくがパートナーのヴィクトールから嫌がられ、散歩にも連れて行って貰えず虐待された挙句捨てられてしまう。
でもあの家には帰りたくないと自ら街を出て彷徨った末に50歳ほどになったイーサンがひとりで暮らすあの祖父母の農場に辿り着く。
イーサンにバディと名付けられ家族にと受け入れてもらった。これまで独身でいたイーサンを幸せにしたいことと、自分がベイリーであると知ってもらいたいバディは？

## キャスト
※括弧内は日本語吹替
- ベイリー / バディ / ティノ / エリー の声: ジョシュ・ギャッド（高木渉[4]）
- 大人のイーサン: デニス・クエイド（大塚明夫[4]）
  - 10代のイーサン: K・J・アパ（英語版）（梅原裕一郎[4]）
  - 8歳のイーサン: ブライス・ガイザー（寺崎裕香）
- ハンナ: ペギー・リプトン（松岡洋子）
  - 10代のハンナ: ブリット・ロバートソン（花澤香菜[4]）
- カルロス: ジョン・オーティス（落合弘治） - エリーの飼い主。警察官。
- マヤ: カービー・ハウエル＝バプティスト（小島幸子） - ティノの飼い主。大学生。
- アル: プーチ・ホール（勝杏里） - マヤの同級生。
- エリザベス: ジュリエット・ライランス（林真里花） - イーサンの母。
- ジム: ルーク・カービー（英語版）（星野貴紀） - イーサンの父。
- ビル: マイケル・ボフシェヴァー（仲野裕） - イーサンの祖父。
- フラン: ガブリエル・ローズ（寺内よりえ） - イーサンの祖母。
- トッド: ローガン・ミラー（英語版）（バトリ勝悟） - イーサンの高校の友人。イーサンに嫉妬。
- ウェンディ: ニコール・ラプラカ（小若和郁那） - バディの最初の飼い主。

## 騒動
2017年1月18日、アメリカ合衆国の芸能サイトTMZが、本作の撮影現場でドッグトレーナーらしき人物がジャーマン・シェパードを無理やりプールに飛び込ませようとする映像をリークした。これにより本作は多くの愛犬家や動物愛護団体からバッシングを受けることになり、同年1月21日に予定していたロサンゼルスでのプレミア上映を中止せざるをえなくなった。しかし、その後の第三者機関による調査の結果、「撮影現場の安全対策は十分に講じられていた」ことが発表された。また第三者機関は、リークされた動画が異なる時に撮影された2つのシーンを編集で繋げていることを示し、「誤解を招き、怒りを煽る目的で意図的に編集されたものである」という見解を示している。

## 続編
2018年9月、アンブリン・パートナーズにより続編の『A Dog’s Journey』（日本語訳題：『僕のワンダフル・ジャーニー』）の撮影を開始したと発表があった。
アンブリン・パートナーズとウォルデン・メディア、アリババ・ピクチャーズと共同出資、共同制作。
デニス・クエイド、ジョシュ・ギャッドの再出演に加え、マーグ・ヘルゲンバーガー、ベティ・ギルピン、キャスリン・プレスコット、ヘンリー・ロウらが出演。
2019年5月17日に全米公開、9月13日に日本で公開された。

## テレビ放送
| 回 | 放送日        | 放送時間（JST）   | 放送局     | 放送枠          | 備考                                                |
| -- | ------------- | ----------------- | ---------- | --------------- | --------------------------------------------------- |
| 1  | 2019年9月27日 | 金曜21:00 - 22:54 | 日本テレビ | 金曜ロードSHOW! | 地上波初放送 『僕のワンダフル・ジャーニー』公開記念 |